# Stofmængdekoncentration
I kemi er stofmængdekoncentration, molaritet, molær koncentration eller oftest blot koncentration {\displaystyle c_{i}} defineret som stofmængden af en konstituent {\displaystyle n_{i}} (normalt målt i mol) divideret med voluminet {\displaystyle V}, i hvilket stoffet udbreder sig:
{\displaystyle c_{i}={\frac {n_{i}}{V}}}
Volumen {\displaystyle V} i definitionen {\displaystyle c_{i}=n_{i}/V} refererer til volumen af opløsningen, ikke volumen af den evt. solvent. En liter af en opløsning indeholder normalt enten lidt mere eller lidt mindre en 1 liter solvent fordi opløsningsprocessen enten øger eller mindsker væskens volumen.
I en opløsning er det typisk koncentrationen af opløst stof man søger. Jo mere stof, som er opløst, jo mere koncentreret er opløsningen. Når koncentrationen er lille hhv. stor, taler man ofte om fortyndede hhv. koncentrerede opløsninger. Det er i særdeleshed brugt at tale om fortyndede syrer og baser. Der er en grænse for, hvor meget af et stof, der kan opløses i et bestemt opløsningsmiddel. Når denne koncentration er nået, er opløsningen mættet. Hælder man mere stof i, vil stoffet udfældes.
Den reciprokke mængde repræsenterer fortyndingen (volumen), som den kan optræde i Ostwalds fortyndingslov.
Ifm. f.eks. ligevægtskonstanter bliver også [A] brugt for koncentrationen af stoffet A, hvor de kantede parenteser betegner den aktuelle koncentration, som baserer sig på den egentlige mængde af et stof til stede (i modsætning til den formelle koncentration {\displaystyle c_{i}}, der baserer sig på stofmængden tilsat). Hvis f.eks. et tilsat stof reagerer delvist eller indgår i en ligevægt, vil den aktuelle og formelle koncentration adskille sig.

## Enheder
SI-enheden er mol/m3. Oftere bruges dog enheden mol/L, som mere kortfattet skrives M (udtales molær, og skrives med 'M' i kapitælskrift).
1 mol/L = 1 mol/dm3 = 1 mol dm−3 = 1 M = 1000 mol/m3.
SI-præfikser kan bruges sammen med disse enheder. Ofte bruges enheder, der er listet her (enheder større end M er sjældent nødvendige):
| Navn       | Forkortelse | Koncentration                        | Koncentration (SI-enhed) |
| ---------- | ----------- | ------------------------------------ | ------------------------ |
| millimolær | mM          | 10−3 mol/dm3                         | 100 mol/m3               |
| mikromolær | μM          | 10−6 mol/dm3                         | 10−3 mol/m3              |
| nanomolær  | nM          | 10−9 mol/dm3                         | 10−6 mol/m3              |
| picomolær  | pM          | 10−12 mol/dm3                        | 10−9 mol/m3              |
| femtomolær | fM          | 10−15 mol/dm3                        | 10−12 mol/m3             |
| attomolær  | aM          | 10−18 mol/dm3                        | 10−15 mol/m3             |
| zeptomolær | zM          | 10−21 mol/dm3                        | 10−18 mol/m3             |
| yoctomolær | yM          | 10−24 mol/dm3 (1 particle per 1.6 L) | 10−21 mol/m3             |